# Lance Ito

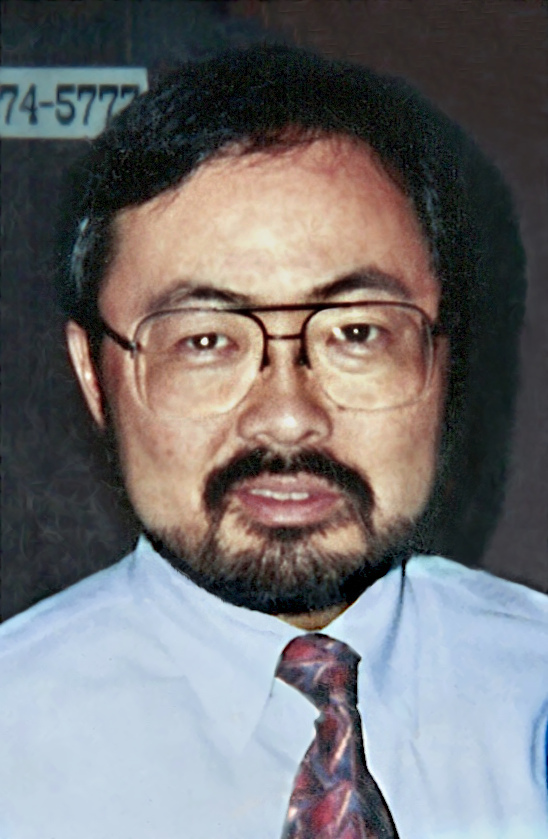
Lance Ito, 1995

Lance Allan Ito (* 2. August 1950) ist ein US-amerikanischer Jurist und Strafrichter. Weltweite Bekanntheit erreichte er als vorsitzender Richter im Strafprozess gegen O. J. Simpson im Jahr 1995.

## Leben
Ito wurde als Sohn japanischstämmiger Eltern im Bundesstaat Kalifornien geboren. Er besuchte die John Marshall High School in Los Angeles. Nach der High School besuchte er 1972 die University of California, Los Angeles und erreichte 1975 den Grad eines J.D. an der University of California, Berkeley. Nach seinem Studium arbeitete er für die Staatsanwaltschaft in Los Angeles, insbesondere im Bereich der organisierten Kriminalität. Im Jahr 1987 wurde er vom republikanischen Gouverneur George Deukmejian zum Richter ernannt und 1989 dem Superior Court von Los Angeles zugewiesen. Seit Januar 2015 ist Ito pensioniert.

## Prozess gegen O. J. Simpson
Im Jahr 1995 führte er den Vorsitz über den mit großem Medieninteresse begleiteten Strafprozess gegen O. J. Simpson. Seine Entscheidung, die Liveübertragung im TV zuzulassen, wurde von Seiten mancher Prozessbeobachter kritisiert. Seine Prozessführung im Allgemeinen stieß jedoch in juristischen Fachkreisen weitgehend auf Zustimmung.

## Privates
Er war seit 1981 mit der Kriminalbeamtin Margaret Ann York verheiratet, die lange Zeit eine der ranghöchsten Frauen in der Polizeiverwaltung von Los Angeles war und 2021 verstarb.